# تاتا دوو
خودروهای تجاری تاتا دوو دومین شرکت بزرگ تولید خودروهای تجاری سنگین در کره جنوبی است. این شرکت در سال ۲۰۰۲ میلادی با نام شرکت خودروهای تجاری دوو کار خود را شروع کرد و عضوی از خانواده جی ام دوو بحساب می‌آمد. در سال ۲۰۰۴، سهامی از شرکت خودروهای تجاری دوو به شرکت تاتا موتورز، بزرگترین شرکت ساخت خودروهای سواری و تجاری هند، واگذار گردید. کامیونهای تاتا دوو مصرف کنندگان بسیار زیادی در کره جنوبی، هند و پاکستان دارند. این کامیونها با نام دوو در کره جنوبی و پاکستان و با نام تاتا در هند، اروپا و آفریقا بفروش می‌روند.